# Ed Victor
Ed Victor, CBE, (* 9. September 1939 in New York City, New York; † 7. Juni 2017 in London) war ein US-amerikanischer Journalist und Literaturagent.

## Leben
Ed Victor wurde als Sohn russisch-jüdischer Einwanderer in der Bronx geboren. Sein Vater besaß einen Laden für Fotoapparate und Zubehör. Victor besuchte eine örtliche Highschool und anschließend das Ivy League Dartmouth College. Im Jahr 1961 bekam er durch ein Marshall-Stipendium die Möglichkeit nach Großbritannien zu kommen, wo er sein Studium am Pembroke College in Cambridge fortsetzte. 1963 heiratete er Micheline Samuels und beschloss in England zu bleiben. Victor bekam eine Anstellung bei „Oborne Press“, einem kleinen Verlagshaus in London. Später arbeitete er für George Weidenfeld und Nigel Nicolson in deren Verlag, wo er eine eigene Abteilung leitete.
Mit seiner Frau hatte er zwei Söhne. Als ihre Ehe beendet wurde, verließ er auch „Weidenfeld and Nicolson“ und gründete mit Felix Dennis und Richard Neville die Zeitschrift Ink. Da die drei sich jedoch nicht über das Format und den Inhalt einigen konnten, blieb dieses Unternehmen erfolglos und Victor kehrte in die Vereinigten Staaten zurück. Dort lernte er die Juristin Carol Ryan kennen, die er 1972 heiratete. 1976 gründete er die Literaturagentur Ed Victor Ltd., zu deren Klienten namhafte Personen wie Douglas Adams, Max Brooks, Eric Clapton und Joan Collins gehörten. Ebenso gehörte zu ihnen der irische Schriftsteller Frank Delaney, mit dem Victor befreundet war.
Victor starb am 7. Juni 2017 an den Folgen einer Leukämieerkrankung.
Die Literaturagentur Ed Victor Ltd. wurde kurz nach seinem Tod durch Curtis Brown übernommen.

## Auszeichnungen
Zum Jahreswechsel 2015/2016 wurde er zum 40sten Jubiläum der Gründung seiner Literaturagentur von Königin Elisabeth zum „Commander of the British Empire for services to literature“ erhoben.

## Schriften
- The obvious diet. Arcade Pub., New York 2002, ISBN 1-55970-651-1.